# Mohamed Khalil Jendoubi
Mohamed Khalil Jendoubi (in arabo محمد خليل الجندوبي‎?; 1º giugno 2002) è un taekwondoka tunisino, vicecampione olimpico ai Giochi olimpici estivi di Tokyo 2020.

## Biografia
Si è affermato a livello giovanile, vincendo la medaglia d'oro ai Giochi panafricani giovanili di Algeri 2018.
Ai Giochi olimpici giovanili di Buenos Aires 2018 ha guadagnato la medaglia di bronzo nella categoria -48 chilogrammi. 
Ai Giochi panafricani di Rabat 2019 ha vinto l'oro nel torneo dei -54 chilogrammi, superando in finale l'egiziano Moaz Azat.
Si è laureato campione continentale ai campionati africani di Dakar 2021.
Ha rappresentato la Tunisia ai Giochi olimpici estivi di Tokyo 2020, dove ha vinto la medaglia d'argento nel torneo dei -58 chilogrammi, perdendo in finale contro l'italiano Vito Dell'Aquila, dopo aver sconfitto agli ottavi il russo Michail Artamonov e in semifinale il favorito sudcoreano, campione del mondo in carica, Jang Jun.

## Palmarès
- Giochi olimpici

Tokyo 2020: argento nei -58 kg;
Parigi 2024: bronzo nei -58 kg.
- Giochi panafricani

Rabat 2019: oro nei -54 kg;
- Campionati africani

Dakar 2021: oro nei -54 kg
- Giochi olimpici giovanili

Buenos Aires 2018: bronzo nei -48 kg;
- Giochi panafricani giovanili

Algeri 2018: oro nei -48 kg;